# Affile
Affile là một đô thị ở tỉnh Roma, vùng Latium của Italia, nằm ở vị trí khoảng 50 km về phía đông của Roma.
Affile giáp các đô thị: Arcinazzo Romano, Bellegra, Rocca Santo Stefano, Roiate, Subiaco.
Ở đô thị này có nhà thờ Thánh Peter xây vào thế kỷ 16, Nhà thời Thánh Maria xây năm 1005 và Nhà thờ Santa Felicita (thế kỷ 13)